# Żołnierze Westerplatte
Żołnierze Westerplatte – polski film dokumentalny upamiętniający 49. rocznicę wybuchu II wojny światowej.
W 1988 Telewizja Polska i Wytwórnia Filmów Oświatowych w Łodzi zrealizowała film z udziałem 30 uczestników walk o  Westerplatte.
Reżyserem i autorem scenariusza filmu był Edward Wojtara, zdjęcia wykonał Paweł Paluch.